# Hoppegarten
Hoppegarten è un comune di 18 556 abitanti del Brandeburgo, in Germania.

Appartiene al circondario del Märkisch-Oderland.

## Storia
Il comune di Hoppegarten venne formato il 26 ottobre 2003 dall'unione dei 3 comuni di Dahlwitz-Hoppegarten, Hönow e Münchehofe, che ne divennero frazioni.

## Società

### Evoluzione demografica
- Sviluppo della popolazione dal 1875 entro gli attuali confini (Linea Blu: Popolazione; Linea puntata: Confronto dello sviluppo della popolazione dello stato del Brandenburgo; Sfondo grigio: Ai tempi del governo nazista; Sfondo rosso: Al tempo del governo comunista)
- Sviluppo recente della popolazione (Linea blu) e previsioni

## Geografia antropica
Il comune di Hoppegarten è suddiviso nelle frazioni (Ortsteil) di Dahlwitz-Hoppegarten, Hönow e Münchehofe.

## Infrastrutture e trasporti

### Strade
Il territorio comunale è attraversato dalla strada federale B 1/B 5.

### Ferrovie
La linea S 5 della S-Bahn di Berlino serve il comune con le stazioni di Hoppegarten e di Birkenstein.
La linea U 5 della metropolitana di Berlino arriva a lambire la frazione di Hönow con la stazione omonima, situata però ancora in territorio berlinese.
Dal 1898 al 1965 Hoppegarten è stata collegata alla città di Altlandsberg da una linea ferroviaria locale (la Altlandsberger Kleinbahn).

## Amministrazione

### Gemellaggi
- Iffezheim
- Rzepin